# Plęsy (Bartoszyce)
Pour les articles homonymes, voir Plęsy.
Plęsy est un village polonais de la voïvodie de Varmie-Mazurie, dans le powiat de Bartoszyce.